# Alessandro Gogna
Alessandro Gogna (geboren am 29. Juli 1946 in Genua) ist ein italienischer Bergsteiger, Abenteurer und Bergführer. Sowohl als aktiver Bergsteiger als auch als Autor zu den Themen Bergsteigen und Bergwelt ist er eine zentrale Figur im italienischen Alpinismus. Er hat den Übergang vom klassischen Alpinismus zum modernen Klettern miterlebt und beschrieben.

## Leben

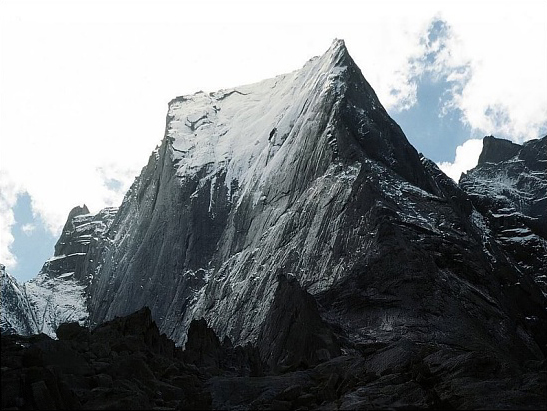
Piz Badile mit verschneiter Nordostwand

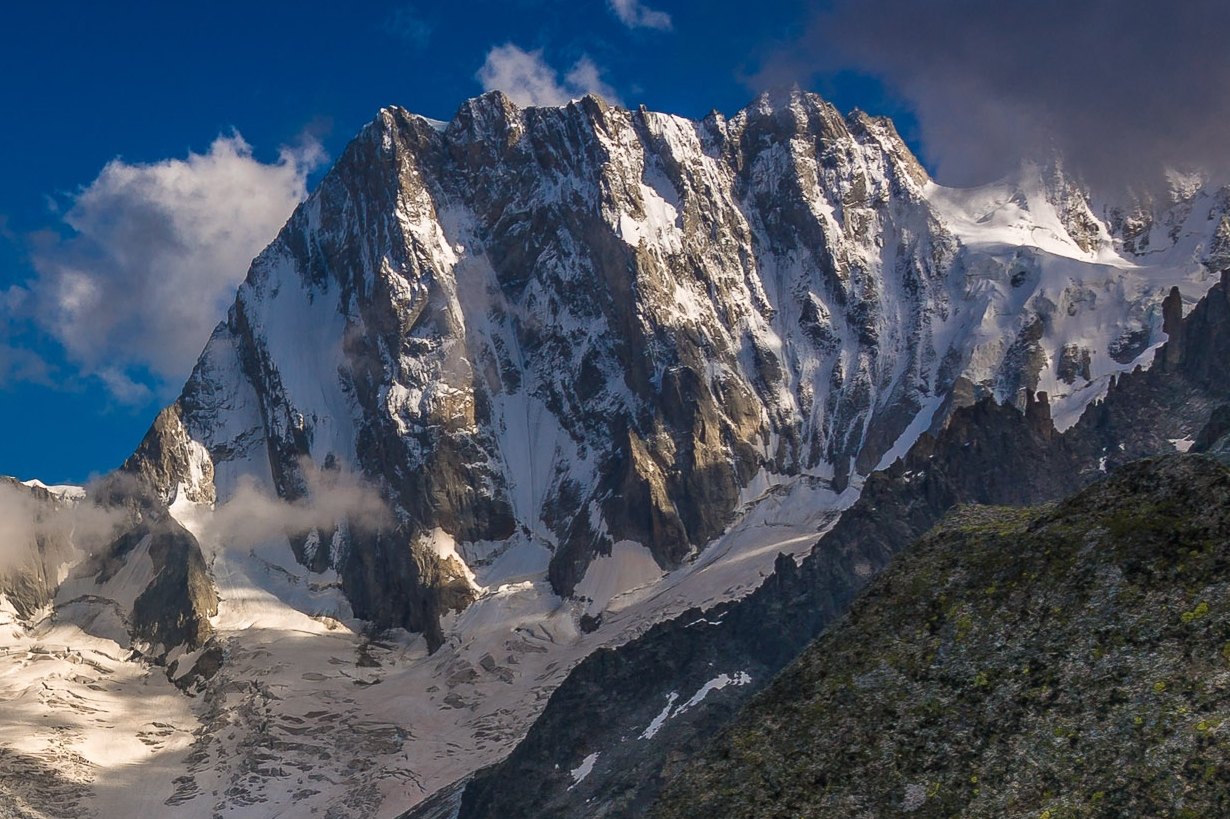
Grandes Jorasses mit links dem Walkerpfeiler

Alessandro Gogna stammt aus Genua und ist von gutbürgerlicher Herkunft. Er hat sein Studium abgebrochen, um sich ganz dem Bergsteigen und Klettern zu widmen. Dabei hat er während seiner bergsteigerischen Karriere die Veränderungen des Bergsports vom klassischen Alpinismus bis hin zum modernen Sportklettern miterlebt. Gogna machte seine ersten alpinistischen Erfahrungen in den Bergen und Felswänden Liguriens. Sein bergsteigerisches Interesse verlagerte sich jedoch schnell in die Felswände der Dolomiten. Er wurde Ende der 1960er Jahre durch schwere Erstbegehungen und Alleingängen in den Alpen bekannt. Zu seinen bekanntesten Erfolgen als Bergsteiger in den Alpen gehören die erste Winterbegehung der Cassin-Route durch die 900 m hohe Nordostwand des Piz Badile (1968), die erste Solobegehung des 1200 m hohen Walker-Pfeilers in der Nordwand der Grandes Jorasses (1968), die Erstbegehung des Zmuttnase des Matterhorns (1969) und die Erstbegehung der 800 m hohen Direkten Südwand (Via del Cinquantenario Fisi) an der Punta Rocca in der Marmolata (1970). 1978 kletterte er als erster Italiener die Route Salathé am El Capitan in Yosemite-Nationalpark, USA. Insgesamt werden ihm mindestens 500 Erstbegehungen im Apennin, den Alpen und anderen Gebirgszügen zugeschrieben.
An den Achttausendern des Himalaya und Karakorum hatte Gogna kein Glück. 1973 verlor er in der Annapurna-Nordwand seinen Freund Leo Cerruti durch eine Lawine. 1975 nahm er ohne Gipfelbesteigung an der italienischen Expedition zum Lhotse teil. Auch am K2 (1979) konnte er den Gipfel nicht erreichen.
Zwischen 1972 und 1978 führte er Gruppen als Expeditionsleiter auf etwa 20 Trekkingtouren in Asien und Afrika. Seit 1988 ist er Direktor der K3 Photo Agency, eine Fotoagentur mit einem großen Bergfotoarchiv, die sich auf die Vermarktung von Bergbildern spezialisierte. Darüber hinaus hat er über 50 Bergbücher geschrieben, von denen einige auch in deutscher Sprache erschienen sind. Mit seinen Büchern und mehr als 400 Vorträgen stellte er die Bergwelt, die Geographie der Berge und die Notwendigkeit des Schutzes von Berg-Ökosystemen einem breiten italienischen Publikum vor. Er publizierte auch zur Geschichte des Bergsteigens und zum Schutz der natürlichen Bergwelt vor überbordendem Bergtourismus.

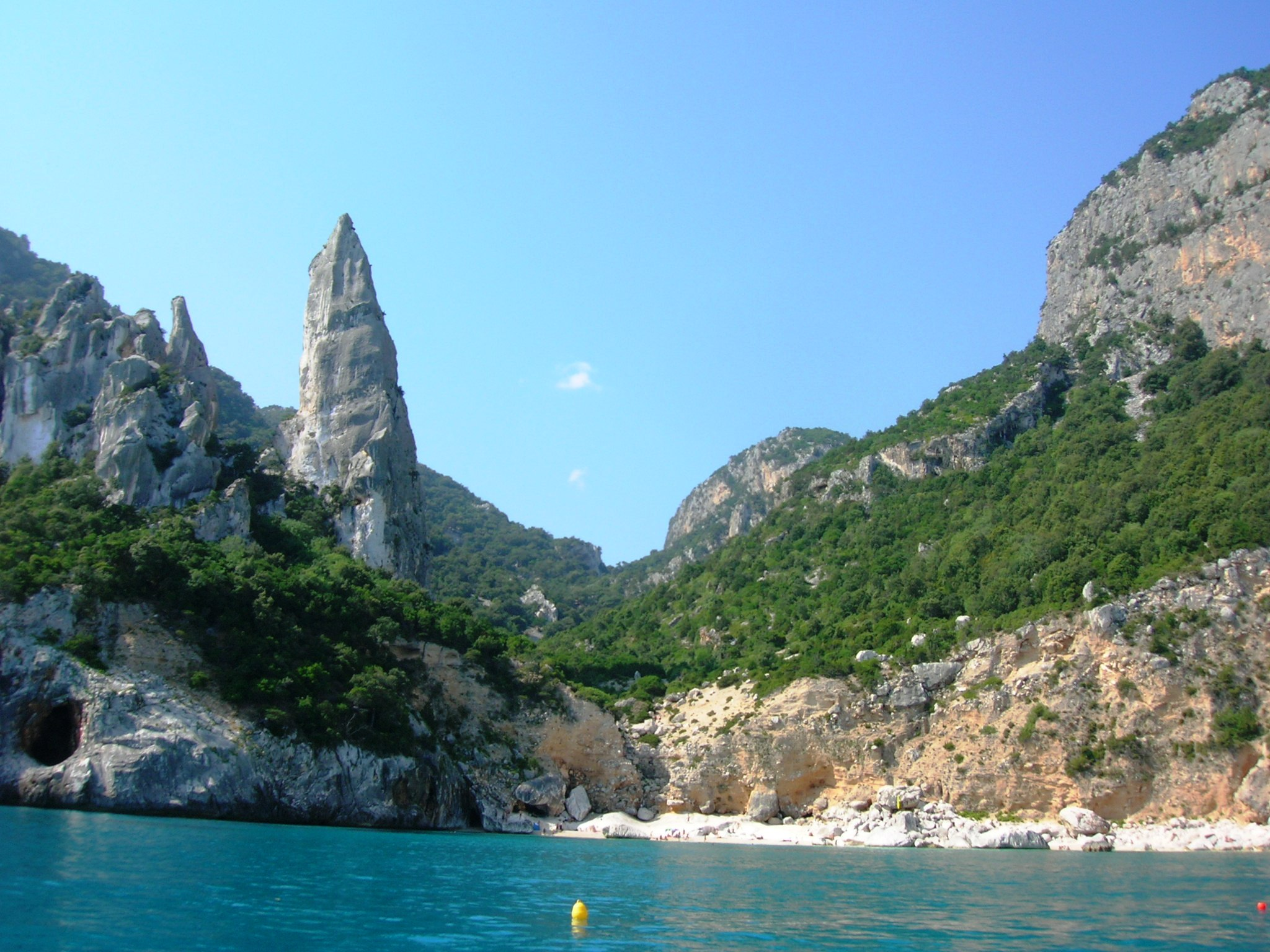
Aguglia di Golorizè

1988 war er Mitbegründer von Mountain Wilderness, dessen Vorstand er bis 1991 innehatte. Er war auch Initiator und Koordinator wichtiger Umweltinitiativen, wie Marmolada Pulita, Free K2, Proteggi il Bianco, Aquila Verde und Save the Glaciers.
1981 bestieg Alessandro Gogna zusammen mit Manolo auf Sardinien als erster die in der Cala Goloritzè stehende Aguglia di Goloritzè und initiierte damit den Ausbau des Selvaggio Blu Weitwanderweges.
2007 wurde Gogna mit dem Pelmo d’Oro für seine alpinistische Karriere ausgezeichnet. Mit dem Preis werden unter anderem Bergsteiger ausgezeichnet, die sich um die Belluneser Dolomiten und um die Provinz Belluno verdient gemacht haben.

## Trivia
Bekannter Ausspruch Gognas: „Während man sonst Lust hat, alle zu erschießen, heben sich (am Berg) die geistigen Gitter“.

## Auswahl signifikanter Begehungen in den Alpen
- 1968 – Erste Winterbegehung der Nordostwand des Piz Badile, mit Paolo Armando, Gianni Calcagno, Camille Bournissen, Daniel Troillet und Michel Darbellay.
- 1968 – Erste Solobegehung des Walkerpfeilers an der Grandes Jorasses.
- 1969 – Erste Winterbegehung der Route des Araignées am Grand Capucin mit Leo Cerruti,
- 1969 – Erste Solobegehung der Route Devies-Lagarde an der Ostwand des Monte Rosa.
- 1969 – Direkte Route auf das Matterhorn über die Zmuttnase.
- 1970 – Erstbegehung Direkte Südwand an der Punta Rocca (Marmolata) mit Alberto Dorigatti, Bruno Allemand und Almo Giambisi.
- 1972 – Erstbegehung Nordostpfeiler an der Cima Brenta Alta mit Miller Rava und Aldo Anghileri.
- 1972 – Erstbegehung in der Südwand der Grandes Jorasses mit Guido Machetto
- 1972 – Erstbegehung der Direkte Nordostwand der Aiguille de Leschaux mit Miller Rava

## In Deutsch erschienene Bücher (Auswahl)
- Reinhold Messner, Alessandro Gogna: Der gläserne Horizont: Durch Tibet zum Mount Everest, BLV Buchverlag, ISBN 978-3-405-12594-3, 1982
- Reinhold Messner, Alessandro Gogna: K2 der Berg der Berge, BLV Buchverlag, ISBN 978-3-405-12220-1, 1985-01
- Giuseppe Miotti, Alessandro Gogna;  Bernina, Bergell, Engadin. Die 100 schönsten Touren, Bruckmann Verlag,  ISBN 978-3-765-42122-8, 1989
- Reinhold Messner, Alessandro Gogna, Marco Milani, Federico Raiser: Die Alpen Giganten der Natur, Gondrom Verlag, ISBN 978-3-811-22080-5, 2002
- Alessandro Gogna: Die Alpen 360°, Karl Müller Verlag, ISBN 978-3-898-93105-2, 2003
- Alessandro Gogna: Die höchsten Gipfel, Frederking & Thaler, ISBN 978-3-894-05679-7, 2007.01